# Outsmartin' the Popos
Outsmartin' the Popos är det första soloalbumet av den amerikanska musikern Logan Whitehurst, släppt 1997.

## Låtlista
1. "Outsmartin' the Popos" - 3:43
2. "This Is What Happens When You Give Logan a 4-Track" - 1:05
3. "Hang Up and Die Again" - 1:27
4. "Sunday Paper" - 2:03
5. "Farkle!" - 1:58
6. "Sid Sheinberg's Tuesday Nite Revue" - 2:57
7. "Rudolf Nureyev" - 2:33
8. "Tough Titty" - 2:52
9. "The Waffle of Death" - 1:50
10. "The Standard Metric System" - 1:25
11. "Vibrating Leprechaun" - 4:00
12. "Avocado Madness" - 2:27
13. "This Is What Happens When You Give Owen a Guitar" - 1:16
14. "A Brief Reprise" - 1:18